# 荷蘭—美國關係
美国-荷兰关系是荷兰和美国之间的双边关系。美国国务院和荷兰外交部均认为两国关系非常好。两国于1782年建立官方关系，由于两国从未发生过战争或严重冲突，1982年美国总统罗纳德·里根称两国关系是“我们与其他任何国家之间持续时间最长的和平关系”。近几十年来，两国在反恐、反海盗和欧洲、中东和中美洲地区的维和任务（主要通过北约）方面进行了大量合作。他们也是彼此经济的第三大直接外国投资者。